# Tipula virgatula
Tipula virgatula är en tvåvingeart. Tipula virgatula ingår i släktet Tipula och familjen storharkrankar.

## Underarter
Arten delas in i följande underarter:
- T. v. virgatula
- T. v. montivaga